# Colossendeis megalonyx
Colossendeis megalonyx är en havsspindelart som beskrevs av Hoek, P.P.C. 1881. Colossendeis megalonyx ingår i släktet Colossendeis och familjen Colossendeidae. Inga underarter finns listade i Catalogue of Life.